# Virslīga 2021
La Virslīga 2021, conosciuta anche come Optibet Virslīga per questioni di sponsorizzazione, è stata la 30ª edizione della massima divisione del campionato lettone di calcio dall'indipendenza e la 47ª con questa denominazione, iniziata il 13 marzo 2021 e terminata il 6 novembre 2021. Il Riga FC era la squadra campione in carica. L'RFS Riga ha conquistato il titolo per la prima volta nella sua storia.

## Stagione

### Novità
Dalla stagione precedente è stato retrocesso il Tukums 2000, ultimo classificato; il numero di squadre partecipanti è sceso poi da dieci a nove, in quanto il Jelgava, settimo classificato in Virslīga 2020, e l'Auda Ķekava, secondo classificato nella 1. Līga 2020, non hanno ricevuto la licenza, che invece ha ottenuto in un primo momento il Noah Jurmala. Il 12 marzo 2021 al Noah Jurmala è stata revocata la licenza, per cui le squadre partecipanti si sono ridotte a otto. Il 15 aprile 2021 il CAS ha stabilito la riammissione provvisoria del Noah Jurmala.

### Formula
Le 9 squadre partecipanti si affrontano in un doppio girone all'italiana, per un totale di 36 giornate, 32 gare a squadra. La squadra campione di Lettonia è ammessa al primo turno di qualificazione della UEFA Champions League 2022-2023. Le squadre classificate al secondo e terzo posto sono ammesse al primo turno di qualificazione della UEFA Europa Conference League 2022-2023, assieme alla vincitrice della coppa nazionale. L'ultima classificata in Virslīga affronta la terza classificata in 1. Līga in uno spareggio promozione-retrocessione.

### Avvenimenti
Nel corso del campionato sono avvenuti due ritiri: il Ventspils dopo 9 giornate e le partite disputate fino ad allora sono state annullate, in quanto meno della metà di quelle previste. Successivamente il Noah Jurmala si è ritirato dopo 13 giornate e tutte le partite successive sono diventate sconfitte a tavolino per 0-3.
Il RFS Riga ha vinto il campionato all'ultima giornata, con la vittoria in trasferta (0-2) contro il BFC Daugavpils.

## Squadre partecipanti
| Club             | Città      | Stadio                       | Stagione precedente  |
| ---------------- | ---------- | ---------------------------- | -------------------- |
| BFC Daugavpils   | Daugavpils | Celtnieks Stadions           | 8º posto in Virslīga |
| Liepāja          | Liepāja    | Daugavas Stadions            | 5º posto in Virslīga |
| Metta            | Riga       | Daugavas Stadions            | 9º posto in Virslīga |
| Noah Jūrmala     | Jūrmala    | Stadio Slokas                | 1º posto in 1. Līga  |
| RFS Riga         | Riga       | Stadions Arkādija            | 2º posto in Virslīga |
| Riga FC          | Riga       | Stadio Skonto                | Campione di Lettonia |
| Spartaks Jūrmala | Jūrmala    | Stadio Slokas                | 6º posto in Virslīga |
| Valmiera         | Valmiera   | Vidzemes Olimpiskais Centrs  | 3º posto in Virslīga |
| Ventspils        | Ventspils  | Stadio olimpico di Ventspils | 4º posto in Virslīga |

## Classifica finale
|       | Pos. | Squadra          | Pt      | G  | V  | N | P  | GF | GS | DR  |
| ----- | ---- | ---------------- | ------- | -- | -- | - | -- | -- | -- | --- |
|       | 1.   | RFS Riga         | 66      | 28 | 20 | 6 | 2  | 65 | 22 | +43 |
|       | 2.   | Valmiera         | 62      | 28 | 19 | 5 | 4  | 54 | 19 | +35 |
|       | 3.   | Liepāja          | 51      | 28 | 16 | 3 | 9  | 47 | 26 | +21 |
| [ 9 ] | 4.   | Riga FC          | 50      | 28 | 14 | 8 | 6  | 54 | 26 | +28 |
|       | 5.   | Spartaks Jūrmala | 35      | 28 | 11 | 2 | 15 | 40 | 41 | -1  |
|       | 6.   | BFC Daugavpils   | 32      | 28 | 9  | 5 | 14 | 37 | 53 | -16 |
|       | 7.   | Metta            | 20      | 28 | 5  | 5 | 18 | 33 | 55 | -22 |
|       | 8.   | Noah Jūrmala     | 3       | 28 | 1  | 0 | 27 | 8  | 96 | -88 |
|       | 9.   | Ventspils        | Escluso |    |    |   |    |    |    |     |

Legenda:
      Campione di Lettonia e ammessa alla UEFA Champions League 2022-2023
      Ammesse alla UEFA Europa Conference League 2022-2023
 Ammessa allo spareggio promozione-retrocessione
      Ritirata durante il campionato
Note:
Tre punti a vittoria, uno a pareggio, zero a sconfitta.
Il Ventspils si è ritirato dopo 9 giornate: le partite disputate fino ad allora sono state annullate.
Il Noah Jurmala si è ritirato dopo 13 giornate: tutte le partite successive sono diventate sconfitte a tavolino per 0-3.
La classifica viene stilata secondo i seguenti criteri:
- Punti conquistati
- Punti conquistati negli scontri diretti
- Differenza reti negli scontri diretti
- Partite vinte
- Differenza reti generale
- Reti totali realizzate
- Miglior rapporto goal (goal fatti/goal subiti)
- Fair-play ranking
- Spareggio

## Risultati

### Partite (1-14)
|                | BFC  | Lie  | Met  | Noa  | RFS  | Rig  | Spa  | Val  | Ven  |
| -------------- | ---- | ---- | ---- | ---- | ---- | ---- | ---- | ---- | ---- |
| BFC Daugavpils | –––– | 0-1  | 3-2  | 1-2  | 0-3  | 1-1  | 2-1  | 1-2  | 3-2  |
| Liepāja        | 0-0  | –––– | 4-1  | 3-0  | 1-2  | 0-2  | 1-2  | 1-2  | 3-1  |
| Metta          | 0-1  | 0-3  | –––– | 7-0  | 3-3  | 1-1  | 2-0  | 1-1  |      |
| Noah Jūrmala   | 1-4  | 0-5  | 0-3  | –––– | 0-3  | 0-7  | 0-5  | 0-3  |      |
| RFS Riga       | 2-1  | 4-0  | 3-0  | 4-2  | –––– | 3-1  | 1-0  | 2-3  | 1-0  |
| Riga FC        | 4-0  | 4-1  | 3-0  | 1-0  | 0-3  | –––– | 6-1  | 1-0  | 3-0  |
| Spartaks       | 2-0  | 1-2  | 1-0  | 5-2  | 0-1  | 2-3  | –––– | 1-0  |      |
| Valmiera       | 2-2  | 1-0  | 2-0  | 2-0  | 0-1  | 2-1  | 2-0  | –––– | 1-0  |
| Ventspils      | 0-1  | 0-1  | 5-2  | 2-2  | 1-1  | 0-3  | 0-0  | 0-2  | –––– |

### Partite (15-28)
|                | BFC  | Lie  | Met  | Noa  | RFS  | Rig  | Spa  | Val  |
| -------------- | ---- | ---- | ---- | ---- | ---- | ---- | ---- | ---- |
| BFC Daugavpils | –––– | 1-1  | 3-1  | 3-0  | 0-2  | 3-0  | 3-0  | 1-5  |
| Liepāja        | 3-1  | –––– | 2-0  | 3-0  | 1-1  | 1-0  | 3-0  | 2-1  |
| Metta          | 2-2  | 0-3  | –––– | 3-0  | 2-5  | 0-1  | 0-3  | 0-4  |
| Noah Jūrmala   | 0-3  | 0-3  | 0-3  | –––– | 0-3  | 0-3  | 0-3  | 0-3  |
| RFS Riga       | 2-0  | 2-1  | 4-1  | 5-0  | –––– | 0-0  | 1-1  | 1-2  |
| Riga FC        | 7-1  | 0-1  | 1-1  | 2-1  | 1-1  | –––– | 2-1  | 0-0  |
| Spartaks       | 3-0  | 0-1  | 1-0  | 3-0  | 1-2  | 1-1  | –––– | 1-4  |
| Valmiera       | 4-0  | 1-0  | 1-0  | 3-0  | 1-1  | 1-1  | 2-1  | –––– |

## Statistiche

### Capoliste solitarie
|    | ——      | ——      | —— | —— | ——       | ——       | —— | —— | ——  | ——  | ——  | ——  | ——  | ——   | ——  | ——  | ——  | ——   | ——       | ——       | ——       | ——       | ——       | ——       | ——       | ——       | ——       | —— |  |
|    | Riga FC | Riga FC |    |    | Valmiera | Valmiera |    |    |     |     |     |     | RFS | Riga | RFS |     |     | Valm | RFS Riga | RFS Riga | RFS Riga | RFS Riga | RFS Riga | RFS Riga | RFS Riga | RFS Riga | RFS Riga |    |  |
|    |         |         |    |    |          |          |    |    |     |     |     |     |     |      |     |     |     |      |          |          |          |          |          |          |          |          |          |    |  |
|    |         |         |    |    |          |          |    |    |     |     |     |     |     |      |     |     |     |      |          |          |          |          |          |          |          |          |          |    |  |
| 1ª | 2ª      | 3ª      | 4ª | 5ª | 6ª       | 7ª       | 8ª | 9ª | 10ª | 11ª | 12ª | 13ª | 14ª | 15ª  | 16ª | 17ª | 18ª | 19ª  | 20ª      | 21ª      | 22ª      | 23ª      | 24ª      | 25ª      | 26ª      | 27ª      | 28ª      |    |  |

### Classifica marcatori
| Gol |  |  | Giocatore           | Squadra          |
| --- |  |  | ------------------- | ---------------- |
| 14  |  |  | Leonel Wamba        | Spartaks Jūrmala |
| 12  |  |  | Raimonds Krollis    | Valmiera         |
| 12  |  |  | Ibrahima Sow        | Valmiera         |
| 10  |  |  | Stefan Milošević    | Riga FC          |
| 9   |  |  | Yunusa Muritala     | Riga FC          |
| 9   |  |  | Emerson Deocleciano | RFS Riga         |
| 9   |  |  | Djibril Gueye       | Valmiera         |
| 8   |  |  | Mikael Soisalo      | Riga FC          |
| 7   |  |  | Tomáš Šimkovič      | RFS Riga         |
| 6   |  |  | Dodô                | Liepāja          |
| 6   |  |  | Lūkass Vapne        | Metta            |
| 6   |  |  | Richard Friday      | Spartaks Jūrmala |